# Tim Hasbargen
Tim Heiner Hasbargen (Monaco di Baviera, 5 marzo 1996) è un ex cestista tedesco.